# 台中港關連產業園區
台中港關連產業園區（Taichung Harbor Related Industrial Park），為臺灣中部的一個綜合性產業產業園區，隸屬經濟部產業園區管理局臺中分局管理，位於台中市海線地區的梧棲區，地處台中港東側。台中港關連工業區之開發乃為促進台灣中部地區發展，並配合十大建設之一的台中港港埠之營運。其開發經過乃由浚港工程處施工，工業區土地由抽海砂填土而成。屬一般綜合性工業區，原本預定開發面積為560公頃，分三期進行。目前僅於民國68年（1979年）10月完成第一期，面積143公頃。目前進駐廠商有103家。

## 交通
- 主要聯外道路：台17線、台61線、台12線、台1線
- 高速公路：國道四號清水端，國道三號沙鹿交流道、龍井交流道
- 機場：台中航空站，約10公里
- 港口：台中港
- 鐵路：台鐵台中港站、最近火車站為台鐵沙鹿站，約5公里
- 高鐵：高鐵台中站，約20公里